# 川合貞一
川合 貞一（かわい ていいち、明治3年3月29日〈1870年4月29日〉 - 昭和30年〈1955年〉6月19日）は、日本の哲学者、心理学者。文学博士。慶應義塾大学名誉教授。初代慶應義塾大学文学部長、第2代原理日本社会長。実験心理学者ヴィルヘルム・ヴントの弟子。

## 経歴
美濃国安八郡（現・岐阜県大垣市）生まれ。
明治25年（1892年）に第一回卒業生として慶應義塾大学部文学科を卒業する。新潟県尋常師範学校教授を経て明治29年（1896年）より慶應義塾大学部文学科の教授となる。明治31年（1898年）に慶應義塾が行った第1回のドイツ留学生として選抜され、日本最初の海外留学生としてヴィルヘルム・ヴントの心理学研究室に客員として入室を許された。哲学、教育学及び心理学を研究し、明治36年（1903年）に帰国。明治43年（1910年）に文学科主任、大正6年（1917年）に文学科学長となる。
大学令により大正9年（1920年）に新発足した文学部の学部長となり、予科教授・普通部主任、慶應義塾大学亜細亜研究所顧問を兼任。昭和3年（1928年）に文学博士となり、文部省国民精神文化研究所の哲事嘱託として聘される。
昭和5年（1932年）からは蓑田胸喜の後を継いで原理日本社会長に就任。昭和18年（1943年）を以て慶應義塾大学を退職、翌昭和19年（1944年）に名誉教授となる。
昭和20年（1945年）の終戦後は原理日本社解散のためか3年活動を絶つ。昭和30年（1955年）に名古屋女子短期大学学長に就任するが、その年の6月に脳出血のため86歳で逝去。講義のために準備していた『実践哲学－論理学講本巻一』が未完の絶筆となった。
墓所は小平霊園。
自身について語ることがほとんどなく、手元にあった蔵書や草稿、講義用のノートなども晩年に売却・処分してしまったため、生涯の詳細や著作の全貌を知ることはほぼ不可能になってしまった。阿部隆一は、川合の人柄について「万事に恬澹であり、淡泊であり、水が低きに流れるが如く」と評した。
尚、作家・獅子文六(本名:岩田豊雄)が明治38年(1905年)4月慶応普通部(中学部)に進学した時に、当時「大学部文科部長」だった川合貞一の家(東京府芝区芝二本榎)に下宿しており、川合氏及び家族のことなどの記述が、著書「父の乳」(『主婦の友』1965年1月-1966年12月連載)の中にユーモラスに描かれている。

## 著書

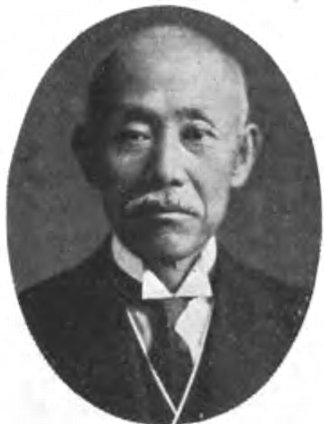
川合貞一

### 単著
- 『新論理学綱要』慶應義塾出版局、1907年10月。NDLJP:753063。
  - 『新論理学綱要』（増訂改版）慶應義塾出版局、1910年8月。NDLJP:753064。
  - 『新論理学綱要』（改訂）慶應義塾出版局、1939年4月。NDLJP:1055806。
- 『現代哲学への途』東光閣書店、1922年9月。NDLJP:969271。
- 『哲学から教育へ』東光閣書店、1922年12月。NDLJP:980303。
- 『カントと現代の哲学』東光閣書店、1924年10月。NDLJP:981741。
- 『論理学』春秋社〈春秋文庫 39〉、1930年10月。NDLJP:1126624。
- 『社会思想批判』日本青年協会〈日本青年協会パンフレツト 第三輯〉、1931年4月。NDLJP:1456255。
- 『マルキシズムの哲学的批判』青年教育普及会、1932年3月。NDLJP:1452650。
  - 『マルクシズムの哲学的批判』丁子屋書店、1948年3月。NDLJP:1459656。
- 『因果論』岩波書店〈岩波講座哲学 第七巻 体系的研究四〉、1932年6月。
- 『目標たるべき将来の社会』大阪府思想問題研究会〈思想叢書 第六篇〉、1935年4月。NDLJP:1236516 NDLJP:1711146。
- 『我が国家社会の本質』日本文化協会出版部〈日本文化小輯 第八〉、1935年7月。NDLJP:1452889。
- 『日本精神と社会の本質構造との関係に関する研究序説』日本文化協会出版部〈国民精神文化研究 第二年 第七冊〉、1935年10月。NDLJP:1033752。
- 『国家観』国民精神文化研究所〈国民精神文化研究 第三年 第四冊〉、1936年3月。NDLJP:1444816。
- 『歴史観』国民精神文化研究所〈国民精神文化研究 第四年 第四冊〉、1937年3月。NDLJP:1918078。
- 『明治文化の精神的底流』国民精神文化研究所〈国民精神文化研究 第五年 第七冊〉、1938年3月。
- 『福沢諭吉先生を語る』目黒書店〈東洋文化叢書 二〉、1941年7月。
- 『恩の思想』東京堂、1943年6月。NDLJP:1038388。

### 訳著
- ギュスターヴ・ル・ボン『欧洲大戦の心理的教訓』大日本文明協会事務所、1917年6月。NDLJP:953391。
- ヨハン・ゴツトフリイト・フオン・ヘルデル『歴史哲学』 下、国民図書〈泰西名著歴史叢書 第十四巻〉、1925年6月。NDLJP:978795。[注釈 1]
  - ヘルデル『歴史哲学』田中萃一郎共訳、第一書房、1933年5月。
- フリイドリヒ・アルバアト・ランゲ『唯物論史』 巻上、丸善、1928年5月。
- フリイドリヒ・アルバアト・ランゲ『唯物論史』 巻中、丸善、1929年5月。
- フリイドリヒ・アルバアト・ランゲ『唯物論史』 巻下、丸善、1932年8月。
  - フリイドリヒ・アルバアト・ランゲ『唯物論史 現代に於けるその意義の批判』 上巻、実業之日本社、1948年11月。
  - フリイドリヒ・アルバアト・ランゲ『唯物論史 現代に於けるその意義の批判』 中巻、実業之日本社、1949年3月。

## 論文
- 「潜在意識に就て」 『三田学会雑誌』 第1巻 1号 1909
- 「ヴント先生の追憶」 『心理研究』 第18巻 1920
- 「限界概念としての意識一般」 『三田文学』 1923年4月号
- 「Psychologische Methode」 『哲学』 第3輯 1927
- 「ヴント先生の思い出」 『原理日本』 第19巻 6号 1943
- 「ヴィルヘルム・ヴント」 『心理学講座 1. 現代心理学』 中山書店 1953